# Evangelos Kouvelis
Evangelos „Vangelis“ Kouvelis (griechisch Ευάγγελος «Βαγγέλης» Κουβελης, * 1917; †  unbekannt) war ein griechischer Radrennfahrer und nationaler Meister im Radsport.

## Sportliche Laufbahn
Kouvelis (auch Vangelis Kouvelis) war im Straßenradsport aktiv. Er war Teilnehmer der Olympischen Sommerspiele 1948 in London. Das olympische Straßenrennen beendete er nicht. Griechenland kam mit Petros Leonidis, Evangelos Kouvelis und Manthos Kaloudis nicht in die Mannschaftswertung, da kein Fahrer das Rennen beendete. Bei den Balkan-Meisterschaften 1940 gewann er das Straßenrennen.
1949 wurde er nationaler Meister im Straßenrennen. 1938 und 1939 war er Vizemeister geworden.